# Список умерших в 1992 году
В этой статье представлен список известных людей, умерших в 1992 году.
См. также: Категория:Умершие в 1992 году

## Январь
- 1 января — Василий Акимов (69) — Герой Советского Союза.
- 1 января — Вольфас Виленскис (72) — Герой Советского Союза.
- 1 января — Владимир Сафонов (41) — советский футболист, полузащитник.
- 1 января — Василий Спирин (65) — Герой Советского Союза.
- 3 января — Джудит Андерсон (94) — одна из величайших актрис Австралии, обладательница премий «Эмми» и «Тони», а также номинантка на «Оскар» в 1941 году.
- 3 января — Павел Зырянов (84) — советский военачальник, генерал-полковник.
- 5 января — Аббас Измайлов (71) — Полный кавалер Ордена Славы.
- 5 января — Сергей Лисин (82) — Герой Советского Союза.
- 5 января — Фёдор Сухов (69) — русский поэт, писатель.
- 6 января — Виктор Бударагин (72) — Герой Советского Союза.
- 7 января — Кузьма Ребрик (83) — Герой Советского Союза.
- 8 января — Зоя Воскресенская (84) — советская разведчица и детская писательница.
- 8 января — Николай Карпович (65) — работник сельского хозяйства, Герой Социалистического Труда.
- 8 января — Натан Пелед (78) — израильский политический деятель, министр абсорбции Израиля.
- 9 января — Давид Амбарцумян (36) — советский спортсмен, 16-кратный чемпион СССР, двукратный чемпион Европы, призёр Олимпийских игр по прыжкам в воду.
- 9 января — Дмитрий Румянцев (77) — Герой Советского Союза.
- 10 января — Андрей Витрук (85) — советский военный деятель, генерал-майор.
- 10 января — Ахсарбек Едзаев (67) — Полный кавалер Ордена Славы.
- 10 января — Павел Мугалёв (84) — Герой Советского Союза.
- 10 января — Василий Плаксин (70) — советский военнослужащий, заслуженный лётчик-испытатель СССР.
- 10 января — Владимир Подобед (73) — советский и российский астроном.
- 10 января — Фаиг Рафиев — советский и азербайджанский офицер милиции, старший лейтенант, Национальный герой Азербайджана.
- 11 января — Григорий Ягдфельд (83) — советский и российский драматург, сценарист и детский писатель.
- 12 января — Иван Зубков (77) — подполковник Советской Армии, участник Великой Отечественной войны, Герой Советского Союза.
- 12 января — Хатиб Усманов (83) — татарский советский литературовед, писатель, педагог, доктор филологических наук.
- 13 января — Мехти Юсиф оглы Аббасов (32) — азербайджанский офицер полиции, старший лейтенант, Национальный герой Азербайджана.
- 14 января — Ираклий Абашидзе (82) — грузинский поэт.
- 15 января — Николай Афонин (80) — советский военачальник, генерал-майор авиации.
- 15 января — Владимир Бондарь (80) — старший лейтенант Рабоче-крестьянской Красной Армии, участник Великой Отечественной войны, Герой Советского Союза.
- 15 января — Кирилл Кошман (76) — участник Великой Отечественной войны, Герой Советского Союза.
- 16 января — Виктор Ус (71) — участник Великой Отечественной войны, Герой Советского Союза.
- 17 января — Агван Бабаян (72) — участник Великой Отечественной войны, Герой Советского Союза.
- 17 января — Дороти Элисон (66) — австралийско-британская актриса.
- 18 января — Александр Альметов (52) — советский хоккеист. Заслуженный мастер спорта СССР.
- 18 января — Андраник Казарян (87) — советский офицер, участник Великой Отечественной войны, Герой Советского Союза, генерал-майор.
- 18 января — Григорий Махринов (70) — участник Великой Отечественной войны, Герой Советского Союза.
- 18 января — Ботабай Садыков (75) — участник Великой Отечественной войны, Герой Советского Союза.
- 18 января — Лидия Фреймане (71) — советская и латышская актриса. Народная артистка СССР.
- 19 января — Нгуен Ван Тай[вьет.] (1917—1992) — вьетнамский художник, первый генеральный секретарь Вьетнамской ассоциации изобразительных искусств, лауреат премии Хо Ши Мина в области литературы и искусства (2001).
- 21 января — Виктор Ильченко (55) — российский советский артист эстрады, заслуженный артист РСФСР (1990), более 30 лет выступавший в дуэте с Романом Карцевым.
- 21 января — Эдди Мабо (55) — правозащитник из Австралии, борец за право коренного населения на владение землёй.
- 22 января — Артемий Иванов (85) — крупный российский зоолог-эволюционист, доктор биологических наук, профессор.
- 22 января — Николай Глушков (71) — подполковник Советской Армии, участник Великой Отечественной войны, Герой Советского Союза.
- 23 января — Владимир Воробьев (75) — российский писатель.
- 23 января — Григорий Лишаков (72) — участник Великой Отечественной войны, Герой Советского Союза.
- 23 января — Николай Осиев (71) — участник Великой Отечественной войны, Герой Советского Союза.
- 24 января — Михаил Родионов (76) — Герой Советского Союза.
- 25 января — Асад Солтан оглы Асадов (35) — азербайджанский лётчик, Национальный герой Азербайджана.
- 25 января — Риад Фикрет оглы Ахмедов (35) — заместитель начальника Разведывательного управления Министерства обороны Азербайджанской республики в 1992 году, Национальный герой Азербайджана.
- 26 января — Виктор Лоренц (64) — советский, латвийский киносценарист и актёр.
- 27 января — Александр Кривец (72) — Герой Советского Союза.
- 28 января — Николай Грицай (53) — Герой Социалистического Труда.
- 28 января — Тагир Кержнев (69) — Герой Советского Союза.
- 28 января — Виктор Серёгин (47) — Национальный герой Азербайджана, командир вертолёта гражданской авиации.
- 28 января — Али Сумбатзаде (85) — азербайджанский и советский историк-востоковед.
- 29 января — Вилли Диксон (76) — американский темнокожий блюзмен.
- 29 января — Иван Холодов (76) — Герой Советского Союза.
- 31 января — Александр Елагин (69) — Герой Советского Союза.

## Февраль
- 2 февраля — Полина Куманченко (81) — украинская советская актриса театра и кино.
- 3 февраля — Севастиан (Пилипчук) — епископ Русской православной церкви, епископ Кировоградский и Николаевский.
- 3 февраля — Николай Обухов (79) — советский шофер, сотрудник леспромхоза, новатор лесной промышленности, Герой Социалистического Труда.
- 4 февраля — Василий Зинкевич (68) — Полный кавалер Ордена Славы.
- 4 февраля — Владимир Терновой (70) — Герой Советского Союза.
- 4 февраля — Павел Цыбин (86) — советский учёный, авиаконструктор, инженеp-полковник в отставке.
- 5 февраля — Александр Матросов (73) — Герой Советского Союза.
- 7 февраля — Суламбек Оксанов (49) — первый Герой Российской Федерации (посмертно), советский и российский военный лётчик, генерал-майор авиации
- 10 февраля — Владимир Бровиков (60) — советский и белорусский государственный и партийный деятель. Депутат Верховного Совета СССР 10—11 созывов.
- 10 февраля — Алекс Хейли (70) — американский писатель, лауреат Пулитцеровской премии за 1977 год.
- 13 февраля — Николай Боголюбов (82) — советский математик и физик-теоретик, академик, основатель научных школ по нелинейной механике и теоретической физике.
- 14 февраля — Анатолий Баранов (68) — Полный кавалер ордена Славы.
- 14 февраля — Андрей Бурындин (71) — Герой Советского Союза.
- 14 февраля — Юрий Феличкин (87) — советский разведчик, филолог, педагог.
- 16 февраля — Аббас аль-Мусави (39 или 40) — влиятельный радикальный шиитский деятель, лидер движения «Хезболла» в Ливане; убит в результате спецоперации израильской армии.
- 16 февраля — Анджела Картер (51) — английская писательница.
- 16 февраля — Александр Оглоблин (92) — советский и американский профессор.
- 17 февраля — Иван Киуру (58) — русский советский поэт, муж поэтессы Новеллы Матвеевой.
- 19 февраля — Владимир Познер (87) — русский и французский поэт, переводчик, журналист, сценарист, литературный критик.
- 19 февраля — Роман Филиппов (56) — советский актёр театра и кино, народный артист РСФСР.
- 21 февраля — Всеволод Рывж (84) — Герой Советского Союза.
- 22 февраля — Николай Докашенко (70) — Герой Советского Союза.
- 23 февраля — Мухаммад Асад (91) — журналист, исламский писатель, дипломат, представитель Пакистана в ООН.
- 23 февраля — Никифор Усов (69) — Герой Советского Союза.
- 25 февраля — Агиль Кулиев (28) — азербайджанский офицер, Национальный герой Азербайджана.
- 25 февраля — Георгий Попандопуло (75) — советский скульптор-анималист, член Союза художников СССР, автор монументальных и станковых работ.
- 25 февраля — Виктор Резников (39) — советский и российский композитор и певец, автор многих известных эстрадных песен; автокатастрофа.
- 26 февраля — Алиф Латиф оглы Гаджиев (38) — руководитель отдела Ходжалинского аэропорта, комендант города Ходжалы в 1991—1992 годах, Национальный герой Азербайджана.
- 26 февраля — Тофик Гусейнов (37) — азербайджанский офицер, майор, Национальный Герой Азербайджана.
- 26 февраля — Алескер Новрузов — азербайджанский учитель, Национальный герой Азербайджана, одна из жертв Ходжалинской резни.
- 27 февраля — Иосиф Бердиев (67) — советский гимнаст, олимпийский чемпион 1952 года в командном первенстве, многократный чемпион СССР.
- 27 февраля — Альгирдас Греймас (74) — литовский и французский лингвист, фольклорист и литературовед.
- 27 февраля — Евгений Перов (72) — советский и российский актёр театра и кино.
- 28 февраля — Георгий Егоров (68) — советский писатель и журналист.
- 28 февраля — Лев Столяров (62) — Герой Советского Союза.
- 29 февраля — Фархад Гамбар оглы Гумбатов (23) — Национальный герой Азербайджана; погиб в бою близ Степанакерта.

## Март
- 1 марта — Игорь Игошин (19) — советский и российский музыкант, барабанщик групп «Ласковый май» и «Мама»; убит[1].
- 1 марта — Александр Милюков (68) — участник Великой Отечественной войны, Герой Советского Союза.
- 1 марта — Александр Михайлов (68) — участник Великой Отечественной войны, Герой Советского Союза.
- 1 марта — Алексей Рогожин (70) — участник Великой Отечественной войны, Герой Советского Союза.
- 2 марта — Иван Андреев (81) — участник Великой Отечественной войны, Герой Советского Союза.
- 2 марта — Филипп Кива (81) — участник Великой Отечественной войны, Герой Советского Союза.
- 2 марта — Александр Седунов (72) — участник Великой Отечественной войны, Герой Советского Союза.
- 4 марта — Евгений Евстигнеев (65) — советский и российский актёр театра и кино, Народный артист СССР (1983).
- 4 марта — Михаил Шахнович (81) — советский философ, историк культуры.
- 6 марта — Пётр Епифанов (82) — российский историк, педагог.
- 6 марта — Элвия Оллман (87) — американская актриса.
- 7 марта — Асаф Мессерер (88) — российский советский артист балета, балетмейстер, педагог, народный артист СССР (1976).
- 8 марта — Пётр Глазунов (72) — полковник Советской Армии, участник Великой Отечественной войны, Герой Советского Союза.
- 9 марта — Вараздат Абрамян (70) — Заслуженный тренер Армянской ССР.
- 9 марта — Ферапонт Видов (69) — Полный кавалер Ордена Славы.
- 9 марта — Менахем Бегин (78) — политический деятель Израиля, седьмой премьер-министр Израиля (с июня 1977 по октябрь 1983), лауреат Нобелевской премии мира (1978).
- 9 марта — Аркадий Фёдоров (75) — участник Великой Отечественной войны, Герой Советского Союза.
- 10 марта — Фёдор Артемьев (77) — участник Великой Отечественной войны, Герой Советского Союза.
- 10 марта — Николай Грибачёв (81) — русский советский писатель, литературный и государственный функционер, одна из основных фигур официальной советской литературы в послевоенный период.
- 10 марта — Владимир Печёнкин (67) — русский советский писатель и поэт.
- 11 марта — Ричард Брукс (79) — американский кинорежиссёр, сценарист, продюсер, прозаик.
- 11 марта — Александр Егоркин (73) — Полный кавалер Ордена Славы.
- 13 марта — Борис Дёжкин (77) — советский режиссёр-мультипликатор, художник и сценарист.
- 13 марта — Николай Лопатин (60) — советский военачальник, генерал-майор Ракетных войск стратегического назначения.
- 14 марта — Александр Михайлов (69) — советский актёр театра и кино, заслуженный артист РСФСР.
- 14 марта — Леонид Скрябин (87) — русский советский актёр театра.
- 15 марта — Антон Давыденко (84) — майор Советской Армии, участник Великой Отечественной войны, Герой Советского Союза.
- 16 марта — Ефим Казовский (81) — советский физик и электротехник, лауреат премии имени Яблочкова.
- 16 марта — Леонтий (Гудимов) — епископ Русской православной церкви, митрополит Донецкий и Славянский.
- 16 марта — Пётр Щербаков (62) — советский актёр театра и кино, Народный артист РСФСР (1980).
- 17 марта — Ат Де Рос (72) — нидерландский хоккеист (хоккей на траве), нападающий. Бронзовый призёр летних Олимпийских игр 1936 года.
- 17 марта — Терентий Уманский (85) — Герой Советского Союза.
- 20 марта — Жорж Делерю (67) — французский композитор, написавший музыку к более чем 350 кино- и телефильмам.
- 21 марта — Григорий Шевчук (68) — Герой Советского Союза.
- 23 марта — Семён Батагаев (77) — Полный кавалер ордена Славы.
- 23 марта — Борис Галантер (56) — российский, советский кинорежиссёр, сценарист и оператор.
- 23 марта — Иван Пронин (66) — Герой Советского Союза.
- 25 марта — Джахангир Ширгяшт оглы Джахангиров (70) — советский и азербайджанский композитор, дирижёр, хормейстер, Народный артист Азербайджанской ССР.
- 25 марта — Дмитрий Цыганов (89) — советский скрипач, народный артист СССР.
- 26 марта — Алексей Зверев (79) — русский советский писатель.
- 26 марта — Лев Кукуев (70) — русский советский прозаик, детский писатель.
- 29 марта — Низами Мурад оглы Мамедов (34) — азербайджанский офицер полиции, Национальный герой Азербайджана.
- 30 марта — Спиридон Албаньский (84) — польский футболист, голкипер.
- 30 марта — Владимир Гаврилов (83) — Герой Советского Союза.
- 30 марта — Иван Иванов (69) — Герой Социалистического Труда.
- 31 марта — Владислав Литманович (74) — польский шахматист.

## Апрель
- 1 апреля — Халил Абасов (77) — советский азербайджанский животновод, Герой Социалистического Труда.
- 1 апреля — Василий Давыдов (75) — участник Великой Отечественной войны, Герой Советского Союза.
- 1 апреля — Сеймур Мамедов (20) — азербайджанский офицер, Национальный герой Азербайджана.
- 1 апреля — Викторас Купрявичус (91) — литовский композитор и исполнитель на карильоне.
- 1 апреля — Константин Сергеев (82) — русский советский артист балета, балетмейстер, педагог, Народный артист СССР (1957).
- 2 апреля — Нугзар Асатиани (59) — советский фехтовальщик на саблях, олимпийский чемпион и чемпион мира. Заслуженный мастер спорта СССР (1964).
- 2 апреля — Василий Митрошин (70) — участник Великой Отечественной войны, Герой Советского Союза.
- 3 апреля — Порфирий Чуйко (68) — Полный кавалер Ордена Славы.
- 4 апреля — Николай Астров (85) — советский конструктор бронетанковой техники.
- 4 апреля — Николай Куроедов (72) — майор Советской Армии, участник Великой Отечественной войны, Герой Советского Союза.
- 5 апреля — Александр Самсонов (84) — советский историк, академик АН СССР.
- 5 апреля — Сэм Уолтон (74) — американский предприниматель, основатель сети Wal-Mart.
- 6 апреля — Айзек Азимов (72) — американский писатель-фантаст еврейского происхождения, популяризатор науки; СПИД.
- 6 апреля — Вячеслав Петров (70) — участник Великой Отечественной войны, Герой Советского Союза.
- 6 апреля — Всеволод Сафонов (65) — советский актёр театра и кино, Народный артист РСФСР (1974).
- 6 апреля — Вахтанг Чабукиани (82) — советский артист балета, балетмейстер, педагог, лауреат трёх Сталинских (1941, 1948, 1951) и Ленинской премии (1958), народный артист СССР.
- 6 апреля — Александр Устюменко (78) — советский учёный, доктор физико-математических наук (1980), лауреат Ленинской премии (1959).
- 7 апреля — Иван Ревков (69) — участник Великой Отечественной войны, Герой Советского Союза.
- 8 апреля — Александр Гострый (79) — Герой Социалистического Труда.
- 8 апреля — Замахшяри Кунижев (75) — участник Великой Отечественной войны, Герой Советского Союза.
- 10 апреля — Теймураз Багратион-Мухранский (79) — директор Толстовского фонда, общественный деятель, потомок Дома Романовых по-материнской линии.
- 10 апреля — Бронислав Домбровский (88) — польский актёр и театральный режиссёр.
- 10 апреля — Питер Митчелл (71) — английский биохимик, лауреат Нобелевской премии по химии (1978).
- 13 апреля — Дэниел Поллок — австралийский актёр.
- 13 апреля — Чарльз Патрик Фицджеральд (90) — британо-австралийский профессор истории Восточной Азии, автор многочисленных работ по истории Китая.
- 14 апреля — Иван Колмыков (83) — Герой Социалистического Труда.
- 14 апреля — Артур Мкртчян (33) — государственный и политический деятель.
- 15 апреля — Фёдор Колесников (82) — ефрейтор Рабоче-крестьянской Красной Армии, участник Великой Отечественной войны, Герой Советского Союза.
- 15 апреля — Александр Севидов (70) — советский футболист, центральный и полусредний нападающий.
- 16 апреля — Иосиф Гейбо (81) — Герой Советского Союза.
- 16 апреля — Юрий Дорош (67) — Герой Советского Союза.
- 16 апреля — Яков Руденок (76) — Герой Советского Союза.
- 17 апреля — Аркадий Чернышёв (78) — советский футболист, хоккеист и хоккейный тренер.
- 18 апреля — Василий Пантелеев (68) — Полный кавалер Ордена Славы.
- 19 апреля — Марита Катушева (54) — советская волейболистка, игрок сборной СССР.
- 19 апреля — Бенни Хилл (68) — английский актёр, комик, создатель популярной во всём мире программы «Шоу Бенни Хилла»; разрыв сердца.
- 21 апреля — Исаак Анчер (92) — французский живописец.
- 21 апреля — Борис Асадчих (69) — Герой Советского Союза.
- 21 апреля — Стефан Войтенко (82) — Герой Советского Союза.
- 21 апреля — Михаил Крымов (71) — Герой Советского Союза.
- 21 апреля — Владимир Романов (74) — потомок дома Романовых, сын двоюродного брата Николая II Кирилла Владимировича, в 1924 году провозгласившего себя Императором Всероссийским Кириллом I; похоронен в великокняжеской усыпальнице Петропавловского собора Санкт-Петербурга.
- 21 апреля — Пётр Лащенко (81) — советский военачальник, Герой Советского Союза, генерал армии.
- 21 апреля — Эрнест Юст (64) — советский футболист, полузащитник.
- 22 апреля — Иван Будин (69) — Полный кавалер Ордена Славы.
- 23 апреля — Сатьяджит Рай (70) — крупнейший индийский кинорежиссёр, сценарист, детский писатель, композитор, продюсер, издатель, кинокритик, иллюстратор.
- 23 апреля — Михаил Трубицын — Герой Советского Союза.
- 24 апреля — Иван Радаев (79) — Герой Советского Союза.
- 24 апреля — Николай Выставкин (87) — советский легкоатлет, специализировавшийся на метаниях.
- 24 апреля — Григорий Светличный (72) — Герой Советского Союза.
- 25 апреля — Михаил Израилев (78) — советский кинорежиссёр, заслуженный деятель искусств Молдавской ССР.
- 25 апреля — Рейн Круус (34) — советский эстонский литературовед-русист.
- 28 апреля — Андрей Баланчивадзе (85) — советский композитор, педагог. Народный артист СССР.
- 28 апреля — Фрэнсис Бэкон (82) — английский художник-экспрессионист; сердечный приступ.
- 30 апреля — Олег Григорьев (48) — русский поэт и художник.
- 30 апреля — Святослав Кузнецов (61) — балетмейстер.
- 30 апреля — Илья Поляков (79) — советский зоолог.
- 30 апреля — Георгий Семёнов (61) — русский советский прозаик.

## Май
- 3 мая — Вильма Дегишер (80) — австрийская актриса театра, кино и телевидения.
- 3 мая — Джордж Мерфи (89) — американский актёр, танцор, сенатор от штата Калифорния в 1965—1971 (Республиканская партия).
- 4 мая — Серафим Бирюков (78) — Герой Советского Союза.
- 4 мая — Александр Логинов — Герой Советского Союза.
- 5 мая — Александр Панов (69) — Герой Советского Союза.
- 5 мая — Андрей Пшеничных (77) — Герой Советского Союза.
- 6 мая — Анна Елькина (84) — советский государственный и партийный деятель, председатель Верховного Совета Коми АССР (1951—1959).
- 6 мая — Марлен Дитрих (90) — выдающаяся немецкая и американская киноактриса, певица.
- 8 мая — Альберт Агарунов (23) — Национальный герой Азербайджана.
- 8 мая — Марк Айзерман (78) — советский ученый в области теории управления, доктор технических наук, профессор.
- 8 мая — Сергей Образцов (90) — советский театральный деятель, актёр и режиссёр театра кукол. Народный артист СССР.
- 9 мая — Мехман Саядов (19) — Национальный герой Азербайджана.
- 10 мая — Александр Батов (68) — полный кавалер ордена Славы.
- 10 мая — Александр Ушаков (67) — российский юрист, доктор юридических наук.
- 11 мая — Алексей Литовченко (53) — советский металлург, государственный и партийный деятель, первый секретарь Челябинского обкома КПСС.
- 12 мая — Али Абдрезаков (79) — Герой Советского Союза.
- 12 мая — Геннадий Мигачёв (20) — российский бард и писатель.
- 12 мая — Ванда Руткевич (49) — выдающаяся польская альпинистка.
- 13 мая — Ибрагим Гиззатуллин (73) — советский башкирский писатель.
- 13 мая — Анатолий Коняев (83) — Герой Советского Союза.
- 13 мая — Пётр Кровко (80) — Герой Советского Союза.
- 14 мая — Александр Бондарь (69) — Герой Советского Союза.
- 14 мая — Селивёрст Давыдов (74) — Герой Советского Союза.
- 14 мая — Иван Паньков (66) — Герой Советского Союза.
- 15 мая — Савва (Бабинец) — епископ Русской православной церкви, архиепископ Полтавский и Кременчугский.
- 16 мая — Михаил Делба — советский государственный и партийный деятель.
- 16 мая — Нариманбеков, Ариф (75) — советский и азербайджанский кинооператор (Любимая песня, Дервиш взрывает Париж, Низами).
- 18 мая — Георгий Николаев (89) — советский ученый, академик АН СССР.
- 18 мая — Сергей Разин (85) — Герой Советского Союза.
- 19 мая — Александр Кирсанов (89) — советский химик.
- 20 мая — Иван Бийма (79) — полковник Советской Армии, участник советско-финской и Великой Отечественной войн, Герой Советского Союза.
- 20 мая — Исмаил Юсупов (70) — Герой Советского Союза.
- 22 мая — Евгений Барабаш (68) — советский лётчик, пионер освоения реактивной техники, заслуженный пилот СССР.
- 22 мая — Абрахам Моль[англ.] (71) — французский культуролог, автор трудов по особенностям функционирования СМК.
- 22 мая — Николай Суковатов (70) — Герой Советского Союза.
- 22 мая — Зеллиг Харрис (82) — американский лингвист.
- 23 мая — Пётр Марютин (71) — Герой Советского Союза.
- 23 мая — Джованни Фальконе (53) — итальянский магистрат, известный борец с Коза Нострой; погиб вместе с женой и тремя телохранителями в результате взрыва, устроенного сицилийской мафией.
- 25 мая — Виктор Гришин (77) — советский политический деятель, в 1967—1985 первый секретарь Московского городского комитета КПСС.
- 25 мая — Рубен Захарьян (90) — советский живописец.
- 25 мая — Сергей Зинченко (73) — Герой Советского Союза.
- 25 мая — Андрей Ушаков (91) — учёный, педагог.
- 27 мая — Николай Благов (61) — советский поэт.
- 27 мая — Иван Мамыкин (69) — Полный кавалер Ордена Славы.
- 28 мая — Виктор Волосатов (66) — Герой Советского Союза.
- 28 мая — Александр Паршинов (70) — инженер электротехнических корабельных систем.
- 31 мая — Яков Агарунов (85) — политический и общественный деятель Азербайджана, горско-еврейский поэт и драматург, автор нового горско-еврейского алфавита.

## Июнь
- 2 июня — Дмитрий Горюнов (76) — советский дипломатический деятель, чрезвычайный и полномочный посол СССР в Марокко (1973—1978).
- 2 июня — Абдусаттар Рахимов (72) — участник Великой Отечественной войны, Герой Советского Союза.
- 3 июня — Михаил Диасамидзе (79) — участник Великой Отечественной войны, Герой Советского Союза.
- 3 июня — Сергей Логинов (83) — участник Великой Отечественной войны, Герой Советского Союза.
- 3 июня — Иван Матвейцев (77) — участник Великой Отечественной войны, Герой Советского Союза.
- 4 июня — Дмитрий Богинов (74) — Заслуженный тренер РСФСР и УССР по хоккею.
- 4 июня — Анатолий Кузьмин — младший сержант Советской Армии, участник Великой Отечественной войны, Герой Советского Союза.
- 5 июня — Этибар Гаджиев (21) — Национальный герой Азербайджана.
- 5 июня — Владимир Зарембо (69) — полковник Советской Армии, участник Великой Отечественной войны, Герой Советского Союза.
- 5 июня — Борис Костюковский (78) — русский советский писатель и публицист, комсомольский и партийный работник.
- 7 июня — Александр Колдунов (68) — участник Великой Отечественной войны, Герой Советского Союза.
- 8 июня — Виктор Медведев (75) — советский рабочий, сталевар Новосибирского стрелочного завода, Герой Социалистического Труда.
- 8 июня — Николай Румянцев (78) — военный инженер-механик.
- 9 июня — Константин Залозный (63) — советский художник.
- 12 июня — Аллахверди Багиров (46) — азербайджанский офицер, Национальный герой Азербайджана.
- 13 июня — Вагиф Бахтияр оглы Курбанов — азербайджанский лётчик, практически в единственном числе представлявший реактивную авиацию Азербайджана на начальном этапе Карабахской войны.
- 15 июня — Лев Гумилёв (79) — советский и российский учёный, историк-этнолог, доктор исторических и географических наук, поэт, переводчик с персидского языка.
- 15 июня — Кязимага Мовсум оглы Керимов (40) — азербайджанский офицер, Национальный герой Азербайджана.
- 15 июня — Нестор Мосин (81) — Полный кавалер Ордена Славы.
- 15 июня — Чингиз Фуад оглы Мустафаев (31) — азербайджанский гражданский и военный журналист.
- 15 июня — Бретт Уайтли (53) — австралийский художник и график.
- 15 июня — Сергей Щербаков (66) — советский государственный деятель.
- 16 июня — Мухтар Гасымов (34) — азербайджанский врач, Национальный герой Азербайджана.
- 17 июня — Леонид Венгер (67) — советский психолог, доктор психологических наук.
- 18 июня — Питер Аллен[англ.] (48) — австралийский артист, автор—исполнитель песен, первый муж Лайзы Миннелли.
- 18 июня — Мордехай Ардон — израильский художник.
- 18 июня — Василий Водолажский (55) — полковник Советской Армии, участник ликвидации последствий аварии на Чернобыльской АЭС, Герой Российской Федерации (1995, посмертно).
- 18 июня — Ширин Вели оглы Мирзоев (35) — полковник-лейтенант вооружённых сил Азербайджана, Национальный герой Азербайджана.
- 19 июня — Иван Титлин (83) — Участник Великой Отечественной войны. Герой Советского Союза.
- 19 июня — Виктор Шульгин (71) — советский актёр театра и кино.
- 20 июня — Гюльтекин Мелик кызы Аскерова (31) — азербайджанский врач, Национальный герой Азербайджана.
- 20 июня — Владимир Завадский (73) — советский военный лётчик. Участник Великой Отечественной войны. Герой Советского Союза.
- 20 июня — Николай Сидельников (62) — советский композитор.
- 20 июня — Фёдор Яровой (70) — Герой Советского Союза.
- 21 июня — Леонид Азгалдян (49) — армянский физик и один из основателей «Армии освобождения»
- 21 июня — Александр Рыбнов (85) — советский российский хоровой дирижёр, педагог. Народный артист СССР.
- 22 июня — Антанас Вайчулайтис (85) — литовский писатель, поэт, дипломат, переводчик и литературный критик.
- 22 июня — Фёдор Дозорцев (70) — Герой Советского Союза.
- 22 июня — Михаил Музыкин (87) — Герой Советского Союза.
- 22 июня — Фёдор Шерстюк (67) — полный кавалер ордена Славы.
- 22 июня — Хансйорг Эйхлер (76) — австралийский ботаник германского происхождения, специалист по аралиевым, парнолистниковым и лютиковым.
- 23 июня — Юрис Подниекс (41) — советский латвийский режиссёр, сценарист и оператор.
- 23 июня — Семён Хейфец (82) — Герой Советского Союза.
- 23 июня — Виктор Янушевский (32) — советский футболист.
- 26 июня — Феликс Гилевич (56) — советский кинооператор.
- 26 июня — Николай Никитин (76) — Герой Советского Союза.
- 26 июня — Дьюла Польгар — венгерский футболист.
- 27 июня — Егор Никулин (83) — Герой Советского Союза.
- 28 июня — Виктория Вронская (82) — американская пианистка и педагог российского происхождения, выступала вместе с мужем в дуэте «Vronsky & Babin».
- 28 июня — Константин Самсонов (62) — русский советский прозаик, писатель-фантаст, детский писатель, журналист, литератор.
- 28 июня — Михаил Таль (55) — советский шахматист, восьмой чемпион мира по шахматам (1960—1961), международный гроссмейстер (1957), заслуженный мастер спорта СССР (1960), шестикратный чемпион СССР.
- 29 июня — Мухаммед Будиаф (73) — алжирский политический лидер и один из основателей Фронта национального освобождения; убит.
- 29 июня — Камил Насибов — бывший директор Базы строительных материалов села Минкенд Лачинского района Азербайджанской ССР, Национальный герой Азербайджана.
- 30 июня — Борис Бакин (79) — советский государственный деятель.

## Июль
- 1 июля — Ида Пензо (86) — советская балерина, актриса.
- 3 июля — Кероглы Рагимов (38) — Герой Азербайджана.
- 4 июля — Астор Пьяццолла (71) — выдающийся аргентинский музыкант и композитор второй половины двадцатого столетия.
- 4 июля — Людмила Целиковская (72) — советская актриса театра и кино, народная артистка РСФСР.
- 6 июля — Григорий Шупик (77) — Герой Советского Союза.
- 7 июля — Вудон Баклицкий (50) — украинский художник-авангардист.
- 7 июля — Мика Эчебеэре (90) — марксистка-интернационалистка, единственная женщина, воевавшая в ранге капитана на стороне Республики во время Гражданской войны в Испании.
- 8 июля — Николай Смирнов (74) — Герой Советского Союза.
- 9 июля — Владимир Балаян (34) — активный участник Карабахского конфликта.
- 10 июля — Ушер Зибес (80) — польский раввин.
- 10 июля — Альберт Пьерпойнт (87) — английский палач (казнил, в том числе, нацистских преступников).
- 11 июля — Николай Андрецов (83) — русский советский живописец, член Ленинградского Союза художников.
- 11 июля — Ефим Белоконь (82) — Полный кавалер ордена Славы.
- 13 июля — Григорий Перекрестов (88) — Герой Советского Союза.
- 15 июля — Хаммер Деробурт (69) — науруанский политик, первый президент Республики Науру.
- 16 июля — Алексей Анисимов (72) — Герой Советского Союза.
- 16 июля — Гасымов, Мухтар Шахид оглы (34) — Национальный Герой Азербайджана, участник Карабахской войны.
- 16 июля — Пётр Коломийцев (67) — участник Великой Отечественной войны, полный кавалер ордена Славы.
- 16 июля — Татьяна Пельтцер (88) — советская актриса театра и кино, народная артистка РСФСР (1960), народная артистка СССР (1972).
- 16 июля — Фёдор Тарасов (67) — Герой Советского Союза.
- 17 июля — Фёдор Самохин (74) — советский прозаик, журналист, публицист, переводчик и поэт.
- 19 июля — Паоло Борселлино (52) — итальянский магистрат, прославившийся своей борьбой с мафией; убит взрывом бомбы, заложенной в его автомобиле.
- 20 июля — Владимир Есютин (73) — казахстанский учёный.
- 20 июля — Степан Новичков (70) — Герой Советского Союза.
- 21 июля — Гельмут Зайбт (63) — фигурист из Австрии серебряный призёр зимней Олимпиады 1952 года.
- 22 июля — Валерий Барсуков (64) — российский советский геолог- геохимик.
- 23 июля — Арлетти (94) — французская актриса театра и кино, певица, модель.
- 23 июля — Дмитрий Маевский (75) — русский советский художник, живописец, пейзажист.
- 23 июля — Розмари Сатклиф (71) — английская писательница, автор многих исторических романов.
- 24 июля — Михаил Грибов (87) — деятель ВЧК — ОГПУ — НКВД, народный комиссар государственной безопасности Мордовской АССР (1943—1945), генерал-майор.
- 24 июля — Гавриил Илизаров (71) — советский хирург-ортопед, изобретатель «аппарата Илизарова».
- 24 июля — Артём Черепанов (71) — наводчик миномёта в составе 563 стрелкового полка 153-й стрелковой дивизии 50-й армии 2-го Белорусского фронта, полный кавалер Ордена Славы.
- 24 июля — Оськин, Виктор Семёнович — офицер Российской Армии (подполковник авиации), военный лётчик первого класса, Герой Российской Федерации (посмертно).
- 25 июля — Арис Сан (52) — греческий поп-певец и автор песен, работавший в жанре этнической музыки.
- 25 июля — Гунар Цилинский (61) — советский и латвийский актёр театра и кино, режиссёр, сценарист.
- 26 июля — Александр Конев (76) — Герой Советского Союза.
- 27 июля — Георгий Епифанцев (53) — советский актёр театра и кино.
- 27 июля — Амджад Хан (51) — индийский актёр (Бандит Габбар Сингх — Месть и закон)
- 27 июля — Наджиба Меликова (70) — советская азербайджанская актриса, народная артистка Азербайджанской ССР.
- 28 июля — Прокопий Кузнецов (78) — Полный кавалер Ордена Славы.
- 29 июля — Дмитрий Зубарев (74) — советский, российский физик.
- 30 июля — Юрий Карабчиевский (53) — поэт, прозаик, литературный критик-эссеист; самоубийство.
- 31 июля — Владимир Кайдаш (77) — младший сержант Рабоче-крестьянской Красной Армии, участник Великой Отечественной войны, Герой Советского Союза.
- 31 июля — Герольд Карташов — участник Великой Отечественной войны, Герой Советского Союза.
- 31 июля — Алексей Клиновой (76) — участник Великой Отечественной войны, Герой Советского Союза.

## Август
- 1 августа — Маргарита Алигер (76) — русская советская поэтесса.
- 1 августа — Александр Имшенецкий (87) — советский микробиолог, академик АН СССР.
- 1 августа — Алексей Рязанов (72) — дважды Герой Советского Союза.
- 2 августа — Иван Вишняков (75) — генерал-майор Советской Армии, участник Великой Отечественной и советско-японской войн, Герой Советского Союза.
- 2 августа — Иван Лемайкин (69) — участник Великой Отечественной и советско-японской войн, Герой Советского Союза.
- 2 августа — Мишель Берже (44) — французский певец, композитор, автор песен, продюсер; сердечный приступ.
- 2 августа — Игорь Макеев (20) — азербайджанский военный деятель, сержант, национальный герой Азербайджана.
- 4 августа — Франтишек Томашек (93) — католический богослов, политзаключённый (в 1951—1954), архиепископ Пражский, кардинал (с 1977).
- 5 августа — Джефф Поркаро (38) — американский сессионный музыкант и один из участников группы Toto.
- 6 августа — Бейляр Тапдыг оглы Агаев (23) — азербайджанский военный деятель, Национальный герой Азербайджана.
- 6 августа — Иван Остапенко (78) — Герой Советского Союза.
- 7 августа — Алекпер Гасан оглы Алиев (36) — азербайджанский химик, Национальный герой Азербайджана.
- 7 августа — Аслан Габиль оглы Атакишиев (39) — азербайджанский педагог, Национальный герой Азербайджана.
- 7 августа — Эренцен Бадмаев (73) — Герой Советского Союза.
- 8 августа — Лев Галкин (78) — советский поэт, прозаик, драматург. Член Союза писателей Украины.
- 8 августа — Александр Емельянов (69) — Полный кавалер ордена Славы.
- 10 августа — Шимон Агранат (85) — израильский юрист.
- 10 августа — Евгений Мирковский (88) — Герой Советского Союза.
- 11 августа — Иван Бугров (82) — Полный кавалер Ордена Славы.
- 11 августа — Алексей Буланов (76) — Герой Советского Союза.
- 12 августа — Шахмар Алекперов (48) — азербайджанский и советский актёр и кинорежиссёр.
- 13 августа — Лев Кузнецов (69) — скульптор монументалист.
- 14 августа — Пётр Труханов (82) — Герой Советского Союза.
- 17 августа — Даниил Тыквач (82) — Герой Советского Союза.
- 19 августа — Михаил Мильштейн (81) — советский военачальник, генерал-лейтенант.
- 20 августа — Иван Аникеев — советский лётчик-истребитель, член первого отряда космонавтов СССР.
- 20 августа — Элиезер Беркович (83) — религиозный философ, раввин, теолог, писатель.
- 23 августа — Вирджиния Сейл (93) — американская актриса.
- 24 августа — Олег Крушин (25) — советский и российский футболист.
- 24 августа — Андрей Лупан (80) — молдавский советский писатель и общественный деятель.
- 24 августа — Иван Скляров (71) — Герой Советского Союза.
- 25 августа — Николай Засухин (70) — советский актёр театра и кино, Народный артист РСФСР (1964).
- 25 августа — Фёдор Коржавин (90) — Герой Советского Союза.
- 25 августа — Ефим Михаленков (83) — Герой Советского Союза.
- 27 августа — Шовгияр Абдуллаев (23) — азербайджанский танкист, Национальный герой Азербайджана.
- 27 августа — Николай Сологуб (76) — Герой Советского Союза.
- 28 августа — Иван Савощев (78) — Герой Советского Союза.
- 29 августа — Алексей Белов (82) — Герой Советского Союза.
- 29 августа — Мэри Нортон (88) — британская детская писательница.
- 30 августа — Игорь Вускович (88) — советский художник-постановщик.

## Сентябрь
- 1 сентября — Михаил Пономарёв (76) — Герой Советского Союза.
- 1 сентября — Иван Трегубов (62) — советский хоккеист, защитник.
- 1 сентября — Александр Цуканов (70) — полный кавалер ордена Славы.
- 1 сентября — Пётр Ярошевич (82) — польский государственный деятель, коммунист, премьер-министр Польши.
- 2 сентября — Тахир Гасанов (22) — азербайджанский полицейский, сержант ОПОН, Национальный герой Азербайджана.
- 2 сентября — Юозас Жлабис-Жянге (93) — литовский писатель и поэт.
- 2 сентября — Барбара Мак-Клинток (90) — американский учёный-цитогенетик, лауреат Нобелевской премии по физиологии и медицине.
- 4 сентября — Фахраддин Вилаяддин оглы Наджафов (24) — азербайджанский офицер, Национальный герой Азербайджана.
- 2 сентября — Джеймс Шпулер[англ.] (75) — американский генетик и антрополог.
- 5 сентября — Фриц Лейбер (81) — американский писатель-фантаст.
- 5 сентября — Михаил Шевченко (81) — Герой Советского Союза.
- 7 сентября — Леван Абашидзе (29) — грузинский актёр.
- 7 сентября — Тимофей Морозов (70) — Герой Советского Союза.
- 7 сентября — Илья Сиуда (78) — советский учёный-энергетик, доктор технических наук.
- 8 сентября — Василий Сидорин (71) — Герой Советского Союза.
- 10 сентября — Александр Бардодым (25) — русский поэт, журналист, переводчик.
- 10 сентября — Николай Данюшин (72) — Герой Советского Союза.
- 11 сентября — Нестор Козин (89) — Герой Советского Союза.
- 12 сентября — Рафаэль Абкович (96) — последний польский газзан, основатель Вроцлавской кенассы.
- 12 сентября — Энтони Перкинс (60) — американский актёр; СПИД.
- 13 сентября — Евгений Зайцев (84) — народный художник БССР.
- 13 сентября — Арсений Семёнов (81) — русский советский художник, живописец, педагог.
- 14 сентября — Эйнулла Джабраилов (57) — азербайджанский народный певец.
- 15 сентября — Олга Круминя (82) — советская и латвийская актриса, театральный деятель. Заслуженная артистка Латвийской ССР.
- 16 сентября — Владимир Знаменский (68) — Герой Советского Союза.
- 18 сентября — Николай Задорнов (82) — русский советский писатель, заслуженный деятель культуры Латвийской ССР.
- 18 сентября — Тимофей Почтарёв (78) — Герой Советского Союза.
- 18 сентября — Ян Скрыган (86) — белорусский советский писатель. Заслуженный работник культуры Белорусской ССР.
- 18 сентября — Иван Филипповский (83) — Герой Советского Союза.
- 19 сентября — Иван Ермаченков (73) — помощник командира саперного взвода 1109-го стрелкового полка, сержант — на момент представления к награждению орденом Славы 1-й степени.
- 20 сентября — Владимир Никитин — конструктор скоростных автомобилей.
- 20 сентября — Николай Степанов (70) — Герой Советского Союза.
- 21 сентября — Николай Афанасьев (78) — Герой Советского Союза.
- 21 сентября — Аристарх Крапивин (82) — Герой Советского Союза.
- 21 сентября — Николай Рогов (71) — Герой Советского Союза.
- 21 сентября — Михаил Соловьёв (70) — Герой Советского Союза.
- 21 сентября — Виктор Трегубович (56) — русский кинорежиссёр, народный артист РСФСР (1987), (фильмы «На войне как на войне», «Уходя — уходи», «Прохиндиада, или Бег на месте», и др.).
- 22 сентября — Ахтям Ихсан (83) — башкирский поэт, переводчик.
- 22 сентября — Аркадий Рудерман (42) — белорусский советский кинорежиссёр.
- 23 сентября — Павел Орехов (76) — русский валторнист и музыкальный педагог.
- 24 сентября — Леонид Зубов (75) — Герой Советского Союза.
- 26 сентября — Александр Воронин (41) — советский тяжелоатлет, олимпийский чемпион, двукратный чемпион мира.
- 26 сентября — Павел Романов (79) — советский государственный и партийный деятель, начальник Главного управления по охране государственных тайн в печати при Совмине СССР (1966—1986).
- 26 сентября — Суйменкул Чокморов (52) — советский, киргизский актёр кино, Народный артист СССР.
- 28 сентября — Иван Жемчужников (74) — Герой Советского Союза.
- 29 сентября — Тина Апостолова (79) — звеньевая колхоза имени Калинина Великоновоселковского района Донецкой области.

## Октябрь
- 1 октября — Николай Бирилло (69) — белорусский лингвист, специалист по белорусской антропонимии и диалектологии. Академик Национальной академии наук Беларуси.
- 1 октября — Василий Кибалко (74) — Герой Советского Союза.
- 1 октября — Али Мамедов (36) — азербайджанский офицер полиции, национальный герой Азербайджана.
- 3 октября — Алияр Юсиф оглы Алиев (23) — азербайджанский борец, Национальный герой Азербайджана.
- 4 октября — Леонид Миль — российский переводчик.
- 4 октября — Денни Халм (56) — новозеландский автогонщик, участник чемпионатов мира по автогонкам в классе Формула-1.
- 5 октября — Анатолий Баранцев (66) — советский актёр, заслуженный артист РСФСР.
- 5 октября — Фёдор Шабашов (78) — Герой Советского Союза.
- 6 октября — Иннокентий Герасимов (73) — Герой Советского Союза.
- 6 октября — Магомет Гербеков — Герой Российской Федерации.
- 6 октября — Кузьма Лиманский (72) — Герой Советского Союза.
- 6 октября — Василий Лозов (75) — Герой Советского Союза.
- 6 октября — Денхолм Эллиотт (70) — английский актёр театра и кино, исполнитель роли Маркуса Броди в фильмах про Индиану Джонса, а также ролей в фильмах «Тайна личности Борна», «Бангкок Хилтон» и других; СПИД.
- 7 октября — Ашот Асриян (72) — советский офицер, участник Великой Отечественной войны, Герой Советского Союза.
- 7 октября — Степан Зайцев (74) — участник Великой Отечественной войны, Герой Советского Союза.
- 7 октября — Алексей Козлов (88) — советский политический деятель, 1-й секретарь Читинского областного комитета КПСС (1955—1961).
- 7 октября — Микаэль Усейнов (87) — советский архитектор и историк архитектуры.
- 8 октября — Вилли Брандт (78) — немецкий политик, социал-демократ, четвёртый федеральный канцлер ФРГ (1969—1974), лауреат Нобелевской премии мира (1971).
- 10 октября — Абды Суеркулов (79) — советский партийный и государственный деятель Киргизской ССР.
- 10 октября — Пётр Фещенко (70) — участник Великой Отечественной войны, Герой Советского Союза.
- 11 октября — Станисловас Микулёнис (57) — литовский архитектор-реставратор, доктор гуманитарных наук.
- 12 октября — Виссарион Григорьев (85) — советский военно-морской деятель.
- 12 октября — Давид Драгунский (82) — советский военный и политический деятель.
- 13 октября — Виктор Синельников (74) — участник Великой Отечественной войны, Герой Советского Союза.
- 14 октября — Павел Алдошин (72) — командир расчета 120-миллиметрового миномёта 930-го стрелкового полка 256-й стрелковой дивизии 8-й армии Ленинградского фронта; 42-й армии 2-го Прибалтийского фронта, старший сержант.
- 14 октября — Николай Киянченко (84) — полковник Советской Армии, участник Великой Отечественной войны, Герой Советского Союза.
- 15 октября — Иван Баров (79) — Полный кавалер ордена Славы.
- 16 октября — Ширли Бут (94) — первая американская актриса, которая выиграла премии «Тони» и «Оскар» за одну и ту же роль — в пьесе и снятом по ней фильме «Вернись, малышка Шеба».
- 17 октября — Гарник Вартумян (72) — участник Великой Отечественной войны, Герой Советского Союза.
- 17 октября — Авенир Воронов (81) — советский учёный в области теории автоматического управления, академик АН СССР.
- 17 октября — Геннадий Троицкий (78) — советский биохимик, доктор биологических наук.
- 18 октября — Евгений Мишин (71) — участник Великой Отечественной войны, Герой Советского Союза.
- 20 октября — Василий Ахмад оглы Алиев (33) — азербайджанский офицер полиции, Национальный герой Азербайджана.
- 21 октября — Евгений Наумов (53) — журналист, русский и украинский детский писатель и писатель-фантаст.
- 22 октября — Павел Дубинда (78) — Герой Советского Союза.
- 23 октября — Дейвид Уайтхед (96) — австралийский бригадир, участник двух мировых войн.
- 25 октября — Таисия Александрова (83) — Герой Социалистического Труда.
- 25 октября — Виктор Макеев — Герой Советского Союза.
- 25 октября — Иван Светличный — украинский поэт, литературовед, правозащитник.
- 25 октября — Степан Степанян (81) — советский гвардии старший сержант, полный кавалер ордена Славы.
- 25 октября — Иван Шаумян (82) — командир отделения взвода химической защиты 120-го стрелкового полка 69-й стрелковой дивизии 65-й армии Центрального фронта, сержант.
- 27 октября — Дэвид Бом (74) — учёный-физик, известный своими работами по квантовой физике, философии и нейропсихологии.
- 29 октября — Луи Марен (61) — французский философ, исследователь знаковых и риторических структур литературы, искусства, политической и общественной жизни.
- 30 октября — Фёдор Катков (91) — Герой Советского Союза.
- 30 октября — Виктор Соловьёв (76) — доктор военно-морских наук, профессор.
- 30 октября — Ион Теодорович (38) — молдавский композитор и певец.
- 30 октября — Александр Ушаков (72) — Герой Советского Союза.
- 30 октября — Артур Эйзенбах (86) — польский историк еврейского происхождения, специалист по истории евреев в Польше.
- 31 октября — Михаил Ткачёв (50) — советский и белорусский историк, археолог, краевед, геральдист[1], общественный деятель. Доктор исторических наук, профессор.

## Ноябрь
- 1 ноября — Тамара Лазакович (38) — советская гимнастка, чемпионка XX Олимпийских игр в Мюнхене 1972 года.
- 1 ноября — Василий Родионов (75) — участник Великой Отечественной войны, Герой Советского Союза.
- 1 ноября — Антон Сливка (74) — генерал-майор Советской Армии, участник Великой Отечественной войны, Герой Советского Союза.
- 2 ноября — Григорий Гецентов (75) — организатор сельскохозяйственного производства, Герой Социалистического труда.
- 2 ноября — Исаак Козинский — российский лингвист.
- 2 ноября — Лилия Лобанова (70) — украинская оперная и камерная певица.
- 3 ноября — Владас Микенас (82) — литовский и советский шахматист.
- 3 ноября — Буда Садыков (75) — советский бурятский художник.
- 4 ноября — Людвик Бенуа (72) — польский актёр театра и кино, театральный режиссёр.
- 4 ноября — Вера Енютина (78) — советская актриса.
- 4 ноября — Василий Хомченко (73) — белорусский советский писатель. Член Союза писателей СССР.
- 5 ноября — Тамара Мотылёва — российский литературовед.
- 6 ноября — Владимир Люсин (74) — участник Великой Отечественной войны, Герой Советского Союза.
- 6 ноября — Лев Орехов (78) — русский советский художник, живописец.
- 7 ноября — Александр Дубчек (70) — чехословацкий государственный и общественный деятель, главный инициатор курса реформ, известных как Пражская весна; погиб от серьёзных травм, полученных в автомобильной катастрофе.
- 7 ноября — Борис Лях (74) — участник Великой Отечественной войны, Герой Советского Союза.
- 8 ноября — Василий Моторыгин (84) — участник Великой Отечественной войны, Герой Советского Союза.
- 9 ноября — Иван Головченко — государственный деятель Украинской ССР.
- 9 ноября — Иван Зуенко (70) — полковник Советской Армии, участник Великой Отечественной войны, Герой Советского Союза.
- 11 ноября — Владимир Глазунов (67) — красноармеец Рабоче-крестьянской Красной Армии, участник Великой Отечественной войны, Герой Советского Союза.
- 11 ноября — Александр Петрушенко (50) — советский космонавт-испытатель, военный лётчик 3-го класса.
- 12 ноября — Ольгерд Артюшевский (71) — советский учёный-историк. Доктор исторических наук.
- 15 ноября — Павел Бондаренко (74) — советский скульптор, педагог, народный художник СССР.
- 15 ноября — Андрей Штогаренко (90) — украинский советский композитор, педагог и музыкально-общественный деятель. Народный артист СССР.
- 17 ноября — Одри Лорд (58) — американская писательница, поэт, активистка в защиту прав женщин, темнокожих и ЛГБТ; рак груди.
- 20 ноября — Николай Ветчинкин (74) — строитель, монтажник, Герой Социалистического Труда.
- 21 ноября — Лазарь Волков (79) — участник Великой Отечественной войны, Герой Советского Союза.
- 21 ноября — Сергей Киричек (68) — сержант Рабоче-крестьянской Красной Армии, участник Великой Отечественной войны, Герой Советского Союза.
- 22 ноября — Иван Петров (85) — участник Великой Отечественной войны, Герой Советского Союза.
- 22 ноября — Андрей Тряскин (76) — участник Великой Отечественной войны, Герой Советского Союза.
- 22 ноября — Василий Шишкин (78) — участник Великой Отечественной войны, Герой Советского Союза.
- 23 ноября — Иван Фролов (69) — участник Великой Отечественной войны, Герой Советского Союза.
- 24 ноября — Иван Сазонов (76) — участник Великой Отечественной войны, Герой Советского Союза.
- 25 ноября — Марк Рейзен (97) — советский оперный певец.
- 25 ноября — Дмитрий Уколов (63) — советский хоккеист.
- 26 ноября — Дмитрий Медведев (74) — участник Великой Отечественной войны, Герой Советского Союза.
- 26 ноября — Эдриэнн Дор (82) — американская киноактриса, модель, победительница конкурсов красоты.
- 27 ноября — Александр Наумов (94) — российский и советский военный, генерал-майор.
- 28 ноября — Яков Витебский (73) — советский учёный-медик, хирург, инноватор в области полостной хирургии желудочно-кишечного тракта.
- 28 ноября — Сидней Нолан (75) — австралийский живописец-абстракционист и график.
- 29 ноября — Лев Лоповок (74) — советский и украинский учёный, математик, кандидат педагогических наук.
- 29 ноября — Яков Степичев (74) — участник Великой Отечественной войны, полный кавалер Ордена Славы.
- 30 ноября — Питер Блуме — американский художник и скульптор.
- 30 ноября — Василий Губарев (76) — человек, пленивший рейхфюрера СС Генриха Гиммлера.
- 30 ноября — Дмитрий Пиронко (62) — советский композитор, дирижёр.

## Декабрь
- 1 декабря — Нигмет Камбаров (84) — советский политический деятель, председатель Исполнительного комитета Талды-Курганского областного Совета (1952—1959).
- 1 декабря — Павел Кузнецов (72) — участник Великой Отечественной войны, Герой Советского Союза.
- 1 декабря — Павел Ощепков (84) — советский учёный, заслуженный деятель науки и техники РСФСР.
- 2 декабря — Владимир Автократов (70) — советский и российский историк-архивист, выдающийся специалист в области архивного дела. Доктор исторических наук, профессор. Участник Великой Отечественной войны.
- 2 декабря — Герман Плисецкий (61) — русский поэт, переводчик.
- 3 декабря — Василий Зудилов (74) — участник Великой Отечественной войны, Герой Советского Союза.
- 5 декабря — Сергей Емельянов (41) — советский космонавт, опыта космических полетов не имел.
- 5 декабря — Николай Кузьмин (67) — партийный и хозяйственный деятель Казахской ССР,Герой Социалистического Труда.
- 5 декабря — Александр Тухланов (76) — участник Великой Отечественной войны, Герой Советского Союза.
- 6 декабря — Георгий Майборода (79) — советский украинский композитор, дирижёр, педагог.
- 6 декабря — Ласло Сабо (84) — венгерский гребец.
- 7 декабря — Иван Яновский (72) — участник Великой Отечественной войны, Герой Советского Союза.
- 8 декабря — Павел Климов (72) — участник Великой Отечественной войны, Герой Советского Союза.
- 10 декабря — Василий Цепков (71) — советский деятель комсомольских, партийных и правоохранительных органов, генерал-лейтенант.
- 11 декабря — Густав Кирштейн (75) — заслуженный тренер СССР по боксу.
- 12 декабря — Михаил Владимиров (74) — майор Советской Армии, участник Великой Отечественной войны, Герой Советского Союза.
- 12 декабря — Камиль Ганеев (70) — советский военный, государственный и политический деятель.
- 12 декабря — Семен Фридлин — советский архитектор.
- 12 декабря — Владимир Шерстнёв (72) — участник Великой Отечественной войны, Герой Советского Союза.
- 12 декабря — Катя Яровая (35) — российский поэт, бард, автор более 300 песен; рак.
- 13 декабря — Владимир Ясиевич (63) — архитектуровед, специалист в области теории и истории архитектуры.
- 16 декабря — Николай Ермолов (80) — советский политический деятель, председатель КГБ при СМ Киргизской ССР (1956—1961).
- 16 декабря — Андрей Зеленин (81) — участник Великой Отечественной войны, Герой Советского Союза.
- 17 декабря — Серафима Амосова (78) — лётчица, участница Великой Отечественной войны, заместитель командира 46-го Таманского гвардейского ночного легкобомбардировочного полка по лётной части, гвардии майор.
- 19 декабря — Яков Демченко (73) — советский военачальник, генерал-майор.
- 19 декабря — Алексей Ижукин (79) — участник Великой Отечественной войны, Герой Советского Союза.
- 19 декабря — Максим Чистяков (83) — участник Великой Отечественной войны, Герой Советского Союза.
- 19 декабря — Диодор Шехурин (66) — советский преподаватель и специалист в области информатики.
- 20 декабря — Иван Кузнецов (84) — участник Великой Отечественной войны, Герой Советского Союза.
- 21 декабря — Натан Мильштейн (88) — советский и американский скрипач еврейского происхождения.
- 23 декабря — Михаил Исайко (84) — участник Великой Отечественной войны, Герой Советского Союза.
- 24 декабря — Пейо (64) — бельгийский художник, создатель комиксов о Смурфах.
- 24 декабря — Владимир Угненко (61) — Герой Социалистического Труда.
- 26 декабря — Сергей Харламов (67) — участник Великой Отечественной войны, Герой Советского Союза.
- 26 декабря — Ян Ценский (87) — польский религиозный деятель, священник, единственный (тайный) епископ латинского обряда Украины в советские времена.
- 28 декабря — Григорий Донской (68) — советский и украинский историк еврейского происхождения, учитель истории и методист.
- 28 декабря — Шалва Жижилашвили (79) — Герой Социалистического Труда.
- 28 декабря — Михаил Красавин (73) — участник Великой Отечественной войны, Герой Советского Союза.
- 29 декабря — Николай Колесницкий — советский историк-медиевист, специалист по истории средневековой Германии. Доктор исторических наук, профессор (1963).
- 29 декабря — Александр Сенаторов (80) — участник Великой Отечественной войны, Герой Советского Союза.
- 30 декабря — Александр Рыхлов (80) — участник Великой Отечественной войны, Герой Советского Союза.
- 30 декабря — Василий Яницкий (76) — участник Великой Отечественной войны, Герой Советского Союза.

## Без точной даты
- Штефан Войку — румынский политик, журналист, Герой Социалистической Республики Румыния.